# Reinhard Blum (Ökonom)
Reinhard Blum (* 22. September 1933 in Gnewin, Hinterpommern) ist ein deutscher emeritierter Hochschulprofessor für Volkswirtschaftslehre an der Universität Augsburg.

## Biographie
Blum wurde als ältester Sohn des selbständigen Landwirts Walter Blum und dessen Frau Luise, geb. Sengstock geboren. Nach einem volkswirtschaftlichen Studium an den Universitäten Köln und Kiel promovierte er am 27. März 1961 mit der Arbeit Zur ökonomischen und wettbewerbsrechtlichen Problematik von Exportkartellen zum Dr. sc. pol. Daran schloss sich eine Tätigkeit als wissenschaftlicher Mitarbeiter im Bundesministerium für Wirtschaft an. 1963 wechselte er an die Universität Münster und habilitierte sich dort 1968 mit einer Arbeit zur „Sozialen Marktwirtschaft“. Nach Lehrstuhlvertretungen an den Universitäten Hamburg und Kiel wurde er 1971 in Münster zum Wissenschaftlichen Rat und Professor ernannt. Im gleichen Jahr folgte er einem Ruf an die neu gegründete Universität Augsburg, an der er von 1971 bis 2000 als Ordentlicher Professor den Lehrstuhl für Volkswirtschaftslehre mit Schwerpunkt Wirtschafts- und Unternehmenspolitik innehatte. Von 1991 bis 1999 war Blum Rektor der Universität Augsburg. Die Lehr- und Forschungsaktivitäten von Reinhard Blum konzentrierte sich auf die System- und Ordnungstheorie, die Industrieökonomik sowie die Entwicklungstheorie und -politik. Im Sommersemester 2000 wurde von seiner Lehrtätigkeit entpflichtet.